# Mount Dawson-Lambton
Mount Dawson-Lambton ist ein 2295 m hoher Berg in der Worcester Range des ostantarktischen Viktorialands. Er ragt 5 km südwestlich des Gipfels von Mount Speyer auf.
Teilnehmer der Discovery-Expedition (1901–1904) unter der Leitung des britischen Polarforschers Robert Falcon Scott entdeckten den Berg und benannten ihn nach den Schwestern Elizabeth (1836–unbekannt) und Emily Caroline Dawson-Lambton (1840–1917), die zu den Geldgebern der Forschungsreise gehörten.